# Baileymuisgoffer
De baileymuisgoffer (Chaetodipus baileyi)  is een zoogdier uit de familie van de wangzakmuizen (Heteromyidae). De wetenschappelijke naam van de soort werd voor het eerst geldig gepubliceerd door Merriam in 1894.

## Voorkomen
De soort komt voor in Mexico en de Verenigde Staten.